# Abbazia di San Donnino in Soglio
L'abbazia di San Donnino in Soglio è un edificio religioso situato a Rocca San Casciano, nella provincia di Forlì-Cesena, in Emilia-Romagna.
Situato su una collina a 490 s.l.m., dista circa 4 km dal centro abitato.

## Storia
Le origini dell'abbazia risalgono all'Alto Medioevo ed è documentata per la prima volta nel XIII secolo. Fino al 1785 era abitata dai monaci benedettini. Abitata dal 1964 al 2014 da un custode, nel 2017 sono incominciati i lavori di ristrutturazione del tetto della casa e del chiostro. All'interno è conservato, presso l'altare, un affresco raffigurante San Donnino.

## Architettura
Si pensa che inizialmente fosse a croce latina, poi per un crollo sia diventata a pianta diritta.